# Lothar Kreyssig
Lothar Kreyssig (ur. 30 października 1898 w Flöha, zm. 5 lipca 1986 w Bergisch Gladbach) – niemiecki sędzia, założyciel Aktion Sühnezeichen Friedensdienste (pol. Akcji Znaku Pokuty – Służby dla Pokoju, ASF) oraz Aktionsgemeinschaft Solidarische Welt (pol. Wspólnoty Solidarny Świat). 

## Życiorys
Urodził się w rodzinie kupca zbożowego. Uczęszczał do gimnazjum w Chemnitz. Po ulgowej wojennej maturze zgłosił się w 1916 ochotniczo do armii niemieckiej. Służył we Francji, krajach bałtyckich i Serbii. Po wojnie studiował prawo w Lipsku (1919–1922). Od roku 1926 był zatrudniony w sądzie okręgowym w Chemnitz, od roku 1928 jako sędzia. 
Przed dojściem Hitlera do władzy głosował na NSDAP. Po dojściu Hitlera do władzy początkowo przystąpił do hitlerowskiej organizacji dobroczynnej (niem. Nationalsozialistische Volkswohlfahrt). W 1934 został członkiem Związku Narodowo-Socjalistycznych Niemieckich Prawników (niem. Nationalsozialistischer Rechtswahrerbund). 
Powołując się na niezależność prawnika odmawiał od 1933 przystąpienia do NSDAP. Jako ewangelik został w 1934 członkiem Kościoła Wyznającego (niem. Bekennende Kirche) i w roku 1935 wybrany prezesem synodu w Saksonii. 
W 1937 został mianowany sędzią sądu opiekuńczego w Brandenburgu nad Hawelą. W pobliżu tego miasta nabył majątek ziemski, w którym prowadził gospodarkę biologiczno-dynamiczną.
Przeciw niemu prowadzono bezskutecznie dochodzenia w związku z działalnością w organizacji religijnej. Jako jedyny prawnik niemiecki odważył się zaprotestować przeciw akcji eutanazyjnej T4. Jako sędzia opiekuńczy zauważył, że coraz częściej otrzymywał wiadomości o śmierci swoich podopiecznych. W piśmie z 8 lipca 1940 do ministra sprawiedliwości Rzeszy Franza Gürtnera powiadomił go o podejrzeniu, że chorzy są masowo mordowani. Zaprotestował też przeciw pozbawieniu praw więźniów w obozach koncentracyjnych.
W odpowiedzi zwrócono mu uwagę, że akcja eutanazyjna odbywa się z inicjatywy Hitlera. Kreyssig wystosował przeciw szefowi kancelarii Hitlera, Philippowi Bouhlerowi oskarżenie o morderstwa. 13 listopada 1940 został wezwany przed oblicze ministra sprawiedliwości, gdzie okazano mu odręczne pismo Hitlera w tej sprawie. Kreyssig odmówił uznania praworządności tego faktu, mówiąc „Słowo Führera nie tworzy prawa”. W grudniu 1940 Kreyssig został skierowany na przymusowy urlop, a w marcu 1942 przeniesiony w stan spoczynku. Wtedy poświęcił się rolnictwu biodynamicznemu i działalności kościelnej. W swoim gospodarstwie ukrywał do końca wojny dwie Żydówki.
Po II wojnie światowej został uznany za działacza ruchu oporu. Jako rzekomy junkier pruski utracił jednak część swoich posiadłości.
Odmówił współpracy z władzami radzieckiej strefy okupacyjnej, przyjął zaś propozycję biskupa Otto Dibeliusa i został w 1945 przewodniczącym konsystorza prowincji kościelnej Saksonii. Pozostał na tym stanowisku do roku 1964. W latach 1950–1970 był prezesem Kościoła Krajowego Prus.
Kreyssig sprawował też wiele innych funkcji kościelnych na obszarze NRD, popierał szczególnie ruchy ekumeniczne.
Najważniejszym dziełem Kreyssiga było utworzenie Aktion Sühnezeichen Friedensdienste (Akcji Znaku Pokuty – Służby dla Pokoju, ASF). Akcja obejmowała początkowo Norwegię, Holandię, Wielką Brytanię, Francję i Grecję. Budowa muru berlińskiego odcięła akcję od krajów Zachodu. Kreyssig poświęcił się działalności na terenie NRD. 
W roku 1971 zamieszkał wraz z żoną w Berlinie Zachodnim. Od roku 1977 mieszkał w domu spokojnej starości w Bergisch-Gladbach, gdzie zmarł.

## Wybrane publikacje
- Gerechtigkeit für David. Gottes Gericht und Gnade über dem Ahnen Jesu Christi. Nach dem 2. Buch Samuelis (Sprawiedliwość dla Dawida. Boska sprawiedliwość i łaska dla przodka Jezusa Chrystusa, Według II księgi Samuela),1949